# Mauzoleum Teodoryka w Rawennie

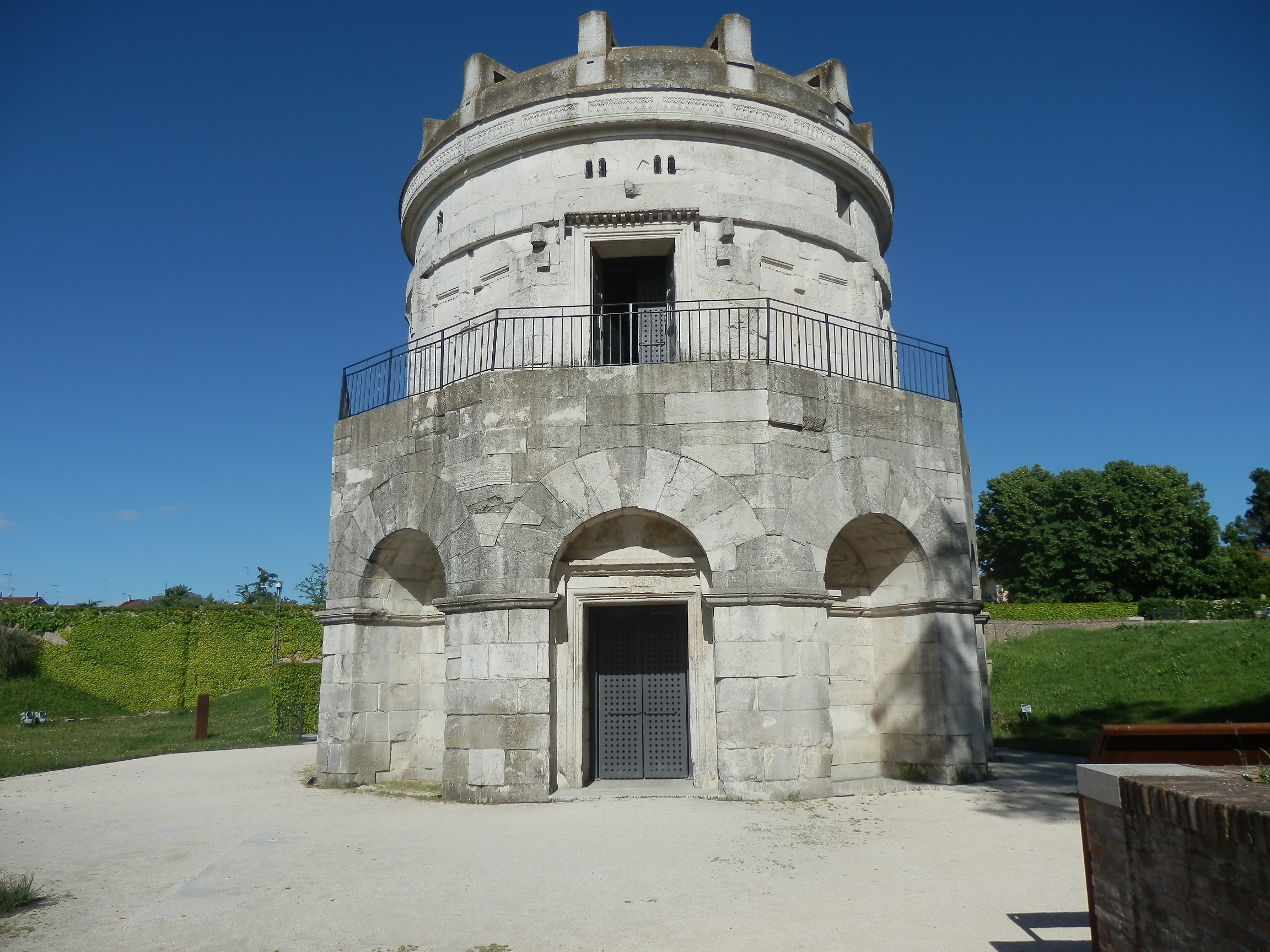
Mauzoleum Teodoryka

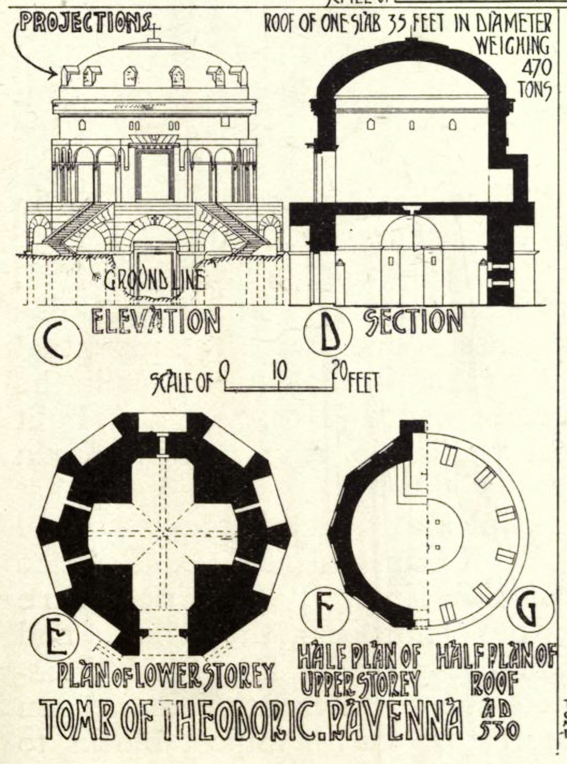
Przekroje i plany mauzoleum

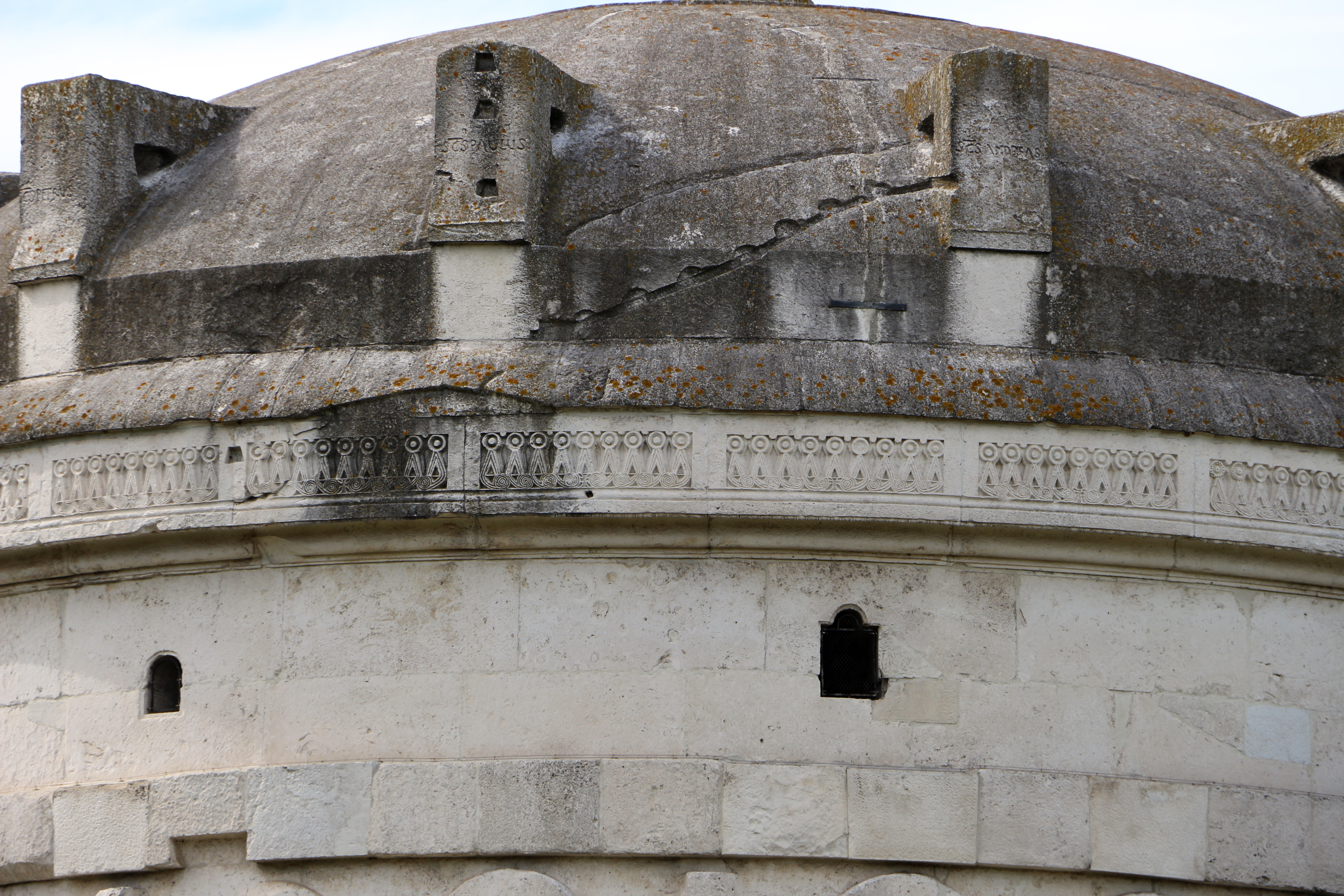
Kopuła mauzoleum

Mauzoleum Teodoryka w Rawennie (wł. Mausoleo di Teodorico) – mauzoleum króla Ostrogotów Teodoryka Wielkiego w Rawennie, w północno-wschodnich Włoszech.
Znajduje się w odległości niespełna 1,5 km na północny wschód od centrum starego miasta (Piazza del Popolo) w Rawennie. Jego budowę podjęto jeszcze za życia samego króla, zapewne z jego polecenia. Jeszcze za życia władcy, ok. 515 r. sprowadzono do Rawenny z Istrii potężny, wstępnie obrobiony blok wapienia o objętości ok. 360 m³. Już na miejscu budowy wykonano z niego sklepioną wewnątrz kopułę o średnicy 10,88 m, wysokości 3,06 m i grubości ścian ok. 0,8 m. Gotowa kopuła ma masę 276 ton. W celu podniesienia tak wielkiej masy, dookoła kopuły, wzdłuż jej krawędzi, wykonano 12 wykutych w jej materiale strzemion. Gotową kopułę ok. 520 r. uniesiono na linach przy pomocy systemu ustawionych wokół niej drewnianych dźwigów ok. 20-metrowej wysokości, po czym pod nią – z dużych ciosów kamiennych, przywiezionych tu również z Istrii – rozpoczęto ok. 520 r. wznoszenie budowli. Budowę ukończono być może dopiero w 526 r., po śmierci Teodoryka.
W dolnej części, wewnątrz budowli w kształcie dziesięcioboku, znajduje się pomieszczenie rozwiązane na planie krzyża greckiego. W części wschodniej umieszczono sarkofag, na który zaadaptowano antyczną wannę wykonaną z czerwonego porfiru. Prawdopodobnie w nim złożono ciało Teodoryka, usunięte w czasach dominacji bizantyjskiej. Nad parterem zbudowano wyższą kondygnację na planie koła, w której umieszczono kaplicę. Kaplicę oświetla 11 okienek (jedno z nich w kształcie krzyża maltańskiego). Całość nakryto wspomnianą kopułą z jednego bloku wapienia. Możliwe, że taka forma przekrycia nawiązuje do tradycji germańskich, w których dolmeny nakrywano ogromnymi, umieszczonymi w pozycji poziomej głazami. Istnieją także hipotezy sugerujące upadek sztuki budowania i brak umiejętności wykonania kopuły w innej technologii. Inną germańską cechą tej budowli jest zastosowany ornament cęgowy jako fryz poniżej kopuły. Kolejną – materiał użyty do budowy – kamień, podczas gdy wszystkie pozostałe budowle w Rawennie tych czasów zbudowano z cegły. Dolną część budowli zdobią nisze zamknięte arkadami a część górną płytkie, podwójne nisze.